# Bertil Wikström
Artur Bertil Gunnar Wikström, född 2 augusti 1921 i Nederluleå församling, död 31 oktober 2014 i Strömsund, var en svensk läkare och författare.

## Biografi
Wikström blev medicine licentiat vid Karolinska institutet i Solna 1949. Han kom genom sina kontakter med Yngve Gamlin som provinsialläkare, senare distriktsläkare, till Strömsund år 1954 och var verksam där i över 40 år. Hans erfarenheter som läkare för de intagna på Kriminalvårdsanstalten Ulriksfors medförde att han blev en av initiativtagarna till KRUM 1966 och dess förste ordförande 1966–69.
Han medverkade bland annat i filmen Jag är nyfiken - blå 1968 och skrev manus till TV-serien Doktorn i byn 1983. I samband med utgivningen av boken Välkommen till doktor Wikströms mottagning 1997 medverkade han i Sveriges Radio P1:s program Samtal pågår.
I monologen Bunta ihop dom i Beppe Wolgers revy Klotter 1968 bidrog han till vissa delar utifrån sina erfarenheter som provinsialläkare.

## Utmärkelser
- Strömsunds kommuns kulturstipendium 2000.[6]